# Bunsenbrander
De bunsenbrander is een regelbare gasvlam die wordt gebruikt in het laboratorium of op school in het scheikundelokaal onder andere om reageerbuizen, erlenmeyers en kolven te verwarmen, entogen te steriliseren etc. Bij het gebruik van glaswerk boven een bunsenbrander wordt vaak een vlamverdeler (zoals een draadnet) gebruikt. 
De brander werkt meestal met aardgas, is circa 15-20 cm hoog, en staat op een stevige voet om te voorkomen dat hij omvalt. Soms is er een waakvlam aanwezig. De gas- en de luchttoevoer kunnen afzonderlijk worden geregeld. Door het regelen van de luchttoevoer kan de toevoer van zuurstof worden geregeld en daarmee de temperatuur en de kleur van de vlam; hoe meer zuurstof hoe heter. De waakvlam heeft vaak geen specifieke luchttoevoer en blijft bij bunsenbranders in de meeste gevallen dan ook geel/oranje. 
De brander werd niet uitgevonden door Robert Bunsen, maar door een van zijn assistenten, Peter Desaga, die verbeteringen aanbracht in een model eerder ontwikkeld in het laboratorium van Michael Faraday.

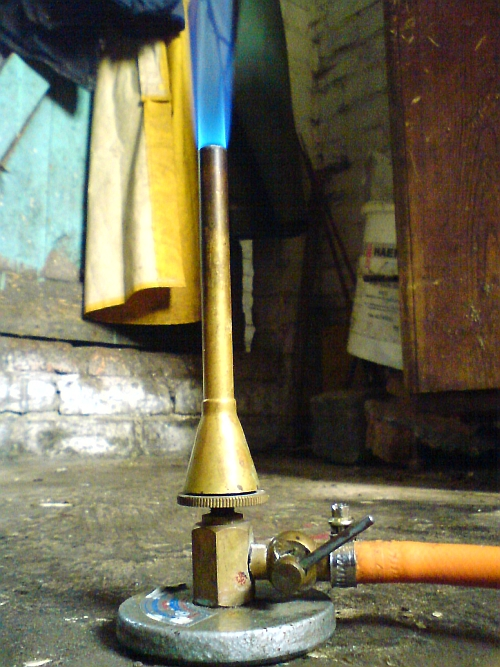
Teclubrander

Tegenwoordig wordt ook vaak een teclubrander gebruikt, die ten onrechte vaak ook bunsenbrander genoemd wordt. Hij werkt volgens hetzelfde principe, maar de luchttoevoer is verbeterd door deze conisch te maken. Daardoor kan met de teclubrander een hogere temperatuur worden bereikt. 